# سخی احمد فرهاد
سخی احمد فرهاد سیاستمدار دوره داوود خان در افغانستان بود که از سال ۱۳۵۲ تا ۱۳۵۷ والی ولایت نیمروز بود.